# Hannoversches Biographisches Lexikon
Das Hannoversche Biographische Lexikon mit dem Untertitel Von den Anfängen bis in die Gegenwart ist eine hannoversche Lokalbiographie, also ein biographisches Nachschlagewerk, das sich auf Personen aus Hannover konzentriert. Es erschien 2002 in der Schlüterschen Verlagsgesellschaft. Die Herausgeber waren Dirk Böttcher, Klaus Mlynek, Waldemar R. Röhrbein und Hugo Thielen.

## Inhalt

### Aufgenommene Personen
Das Lexikon enthält rund 1.350 Biographien von bis zum Redaktionsschluss am 31. Mai 2002 verstorbenen Personen. In der Einführung erläutern die Autoren stadtgeschichtliche Persönlichkeiten, die in den Bereichen Politik, Gesellschaft, Wirtschaft, Religion, Kultur und Sport Bedeutsames geleistet haben. Im Lexikon aufgenommen sind auch Zugewanderte, die Bedeutendes in oder auch außerhalb der Stadt geleistet haben. So sind auch Zusammenhänge mit einem eigentlich größeren historischen Kontext als dem stadtgeschichtlichen berücksichtigt, jedoch vorrangig die stadtgeschichtlichen Berührungspunkte herausgearbeitet. Entscheidungshilfen waren auch die hannoverschen Straßennamen und die Online-Datenbank der Gottfried Wilhelm Leibniz Bibliothek. Berücksichtigt wurden ferner Denkmäler, Gedenktafeln, Gedenksteine oder die Namensnennung bei Straßen, Plätzen, Brücken, Brunnen, Schulen, Kirchen, Kasernen und anderen Baulichkeiten wie etwa noch vorhandenen Grabstätten der Protagonisten. Personen mit lediglich stadtteilbezogener Bedeutung sind nicht berücksichtigt, selbst wenn beispielsweise eine Straße nach ihnen benannt worden sein sollte. Ein anhängendes Personenregister erfasst im Lexikon erwähnte Persönlichkeiten, denen kein eigener Artikel gewidmet wurde.

### Stadtlexikon Hannover als Nachfolger
Nachfolger ist das 2009 erschienene Stadtlexikon Hannover. Deren Herausgeber und Haupt-Autoren, Klaus Mlynek und Waldemar R. Röhrbein, bezeichnen dort in der Einleitung die beiden Lexika Hannoversches Biographisches Lexikon und Hannover Kunst- und Kultur-Lexikon als Vorläufer beziehungsweise Vorarbeiten zum Stadtlexikon Hannover als nunmehr kombiniertem Sach- und Personenlexikon.

## Autoren
Neben den vier Hauptautoren wirkten insbesondere mit: Gerd van den Heuvel, Rainer Kasties, Helmut Knocke, Karl-Friedrich Oppermann, Hans Otte, Jens Schmidt-Clausen, Peter Schulze und Helmut Zimmermann. Weitere Autoren waren Karin Ehrich, Werner Heine, Beatrix Herlemann, Günther Kokkelink, Wolf-Dieter Mechler, Thomas Scharf-Wrede, Michael Taistra, Günter F. Tölke und eine Vielzahl von Firmeninhabern oder deren Nachfolger.

## Ausgabe
- Dirk Böttcher, Klaus Mlynek, Waldemar R. Röhrbein, Hugo Thielen (Hrsg.): Hannoversches Biographisches Lexikon. Von den Anfängen bis in die Gegenwart. Schlütersche Verlagsgesellschaft, Hannover 2002, ISBN 3-87706-706-9. Auszüge